# Kasr Manu
Kasr Manu és una antiga localitat de Líbia, a la part occidental de la Tripolitana, probablement l'antiga Ad Ammonem, situada uns 30 km a l'oest de Sabratha, l'antiga Sabra dels àrabs, i a la plana de la Jafara.
És famosa perquè aquí va tenir lloc la batalla entre els amazics nafuses, ibadites, i les forces de l'emir aglàbida, el 986/897. El 879/880 era imam del Jabal Nafusa (designat per l'imam rustàmida de Tahert) Abu-Mansur Ilyàs an-Nafussí que era al mateix temps el xeic dels nafuses i governava la major part de Tripolitana excepte una part de la plana de Djafara i la ciutat de Trípoli que era aglàbida; aquesta ciutat fou atacada pel tulúnida d'Egipte al-Abbas (o Abu l-Abbas) Ahmad ibn Tulun que la va assetjar durant 43 dies; els habitants van demanar ajut a l'imam; Abu Mansur va marxar cap a Trípoli amb 12000 homes i va a atacar a les forces d'Ahmad ibn Tulun a l'exterior de la ciutat i el va derrotar. Setze anys després, no se sap qui era imam i xeic dels nafuses, l'emir aglàbida Abu-Ishaq Ibrahim ibn Àhmad va fer una expedició a Egipte, i els nafuses, que controlaven la ruta entre Ifríqiya i Trípoli (i després Egipte), li van barrar el pas a Kasr Manu; en la sagnant batalla que va seguir els nafueses foren derrotats i aniquilats i el poder del grup damnat per sempre. Els nafuses es van retirar a les muntanyes i ja no van tornar a dominar la plana de Djafara.